# Priluka
Priluka je naseljeno mjesto u gradu Livnu, Federacija Bosne i Hercegovine, BiH.

## Zemljopis
Nalazi se oko deset kilometara uz cestu Livno-Bosansko Grahovo.

## Povijest
Arheološko područje – Prapovijesna gradina, željeznodobne grobnice, rimsko naselje, nekropola i pokretno naslijeđe u Vašarovinama, Priluka, proglašeno je za nacionalni spomenik Bosne i Hercegovine.
U drugom svjetskom ratu Priluka je teško stradala. U drugom partizanskom zauzimanju Livna, 15. prosinca 1942., partizani su bez opravdanog razloga strijeljali dio civila iz hrvatskih sela koji su se sklonili u grad, najmanje 28 osoba iz Priluke i 14 iz Kablića.
10. listopada 1944. partizani su u napadu četvrti put zauzeli Livno. Dan se poslije rata obilježavao kao Dan oslobođenja Livna, ime je nosila i druga osnovna škola u gradu, no iza ovog dana krio se mračni događaj. Za osvetu su partizani nakon zauzimanja Livna počinili velike zločine nad civilnim stanovništvom, a najviše su mještani Priluke koji su izbjegli u grad. Strijeljani su tu istu noć. U samom gradu je strijeljano 76 civila mještana Priluke.

## Stanovništvo

### Popisi 1971. – 1991.
| Priluka            |              |              |              |
| godina popisa      | 1991.        | 1981.        | 1971.        |
| Hrvati             | 871 (98,41%) | 826 (96,49%) | 949 (98,54%) |
| Srbi               | 9 (1,01%)    | 15 (1,75%)   | 8 (0,83%)    |
| Muslimani          | 0            | 1 (0,11%)    | 0            |
| Jugoslaveni        | 0            | 12 (1,40%)   | 0            |
| ostali i nepoznato | 5 (0,56%)    | 2 (0,23%)    | 6 (0,62%)    |
| ukupno             | 885          | 856          | 963          |

### Popis 2013.
| Priluka            |              |
| godina popisa      | 2013.        |
| Hrvati             | 682 (99,56%) |
| Bošnjaci           | 2 (0,29%)    |
| Srbi               | 0            |
| ostali i nepoznato | 1 (0,15%)    |
| ukupno             | 685          |

## Poznate osobe
- Mladen Romić, hrv. nogometni reprezentativac i trener, najstariji igrač u 1. HNL
- Davor Marijan, hrvatski povjesničar